# Lyoffans
Lyoffans ist eine französische Gemeinde im Département Haute-Saône in der Region Bourgogne-Franche-Comté.

## Geographie
Lyoffans liegt auf einer Höhe von 304 m über dem Meeresspiegel, acht Kilometer südöstlich von Lure und etwa 21 Kilometer westlich der Stadt Belfort (Luftlinie). Das Dorf erstreckt sich im östlichen Teil des Départements, an der Mündung der Clairegoutte in den Rognon, am Westrand der Höhen des Chérimont.
Die Fläche des 4,49 km² großen Gemeindegebiets umfasst einen Abschnitt in der gewellten Landschaft südöstlich der Ebene von Lure. Von Nordosten nach Südwesten wird das Gebiet von der Talniederung des Rognon durchquert, der für die Entwässerung über den Scey zum Ognon sorgt. Die Alluvialniederung liegt durchschnittlich auf 300 m und weist eine Breite von rund 500 Metern auf. Auf dem Gemeindeboden erhält der Rognon Zufluss von der Clairegoutte und dem Fau. Nach Westen reicht das Gemeindeareal über eine aus Muschelkalk der mittleren Trias bestehende Anhöhe (Planches du Mont, 325 m) in die Mulde eines rechten Seitenbaches des Rognon. Hier befindet sich der langgezogene Étang de Chaudoz (Fischweiher).
Östlich der Niederung der Clairegoutte steigt das Gelände an zur bewaldeten Höhe des Bois de Lyoffans. Mit 375 m wird hier die höchste Erhebung von Lyoffans erreicht. Diese Höhe ist überwiegend aus Buntsandstein der unteren Trias aufgebaut. Sie wird im Süden durch den Taleinschnitt des Fau begrenzt.
Nachbargemeinden von Lyoffans sind Palante und Andornay im Norden, Magny-Jobert im Osten, Lomont im Süden sowie Moffans-et-Vacheresse und Frotey-lès-Lure im Westen.

## Geschichte
Erstmals urkundlich erwähnt wird Lyoffans im Jahr 1178 unter dem Namen Lofens. Aus späterer Zeit sind die Bezeichnungen Liofens (1275), Lioffans (1424) und seit 1547 die aktuelle Schreibweise überliefert. Der Ortsname geht auf den germanischen Personennamen Laidulfus zurück und bedeutet mit dem Suffix -ans so viel wie bei den Leuten des Laidulfus. Im Mittelalter gehörte Lyoffans zur Freigrafschaft Burgund und darin zum Gebiet des Bailliage d’Amont. Die lokale Herrschaft hatte das Kloster Lure inne. Zusammen mit der Franche-Comté gelangte der Ort mit dem Frieden von Nimwegen 1678 definitiv an Frankreich. Heute ist Lyoffans Mitglied des 22 Ortschaften umfassenden Gemeindeverbandes Pays de Lure.

## Bevölkerung
| Jahr                       | 1962 | 1968 | 1975 | 1982 | 1990 | 1999 | 2006 | 2018 |
| Einwohner                  | 307  | 331  | 380  | 359  | 334  | 331  | 371  | 375  |
| Quellen: Cassini und INSEE |      |      |      |      |      |      |      |      |

Mit 443 Einwohnern (1. Januar 2022) gehört Lyoffans zu den kleineren Gemeinden des Départements Haute-Saône. Nachdem die Einwohnerzahl in der ersten Hälfte des 20. Jahrhunderts deutlich abgenommen hatte (1881 wurden noch 372 Personen gezählt), wurde von 1950 bis 1975 wieder ein kontinuierliches Bevölkerungswachstum verzeichnet. Nach einem vorübergehenden Rückgang wurde in den letzten Jahren erneut eine Bevölkerungszunahme beobachtet.

## Sehenswürdigkeiten

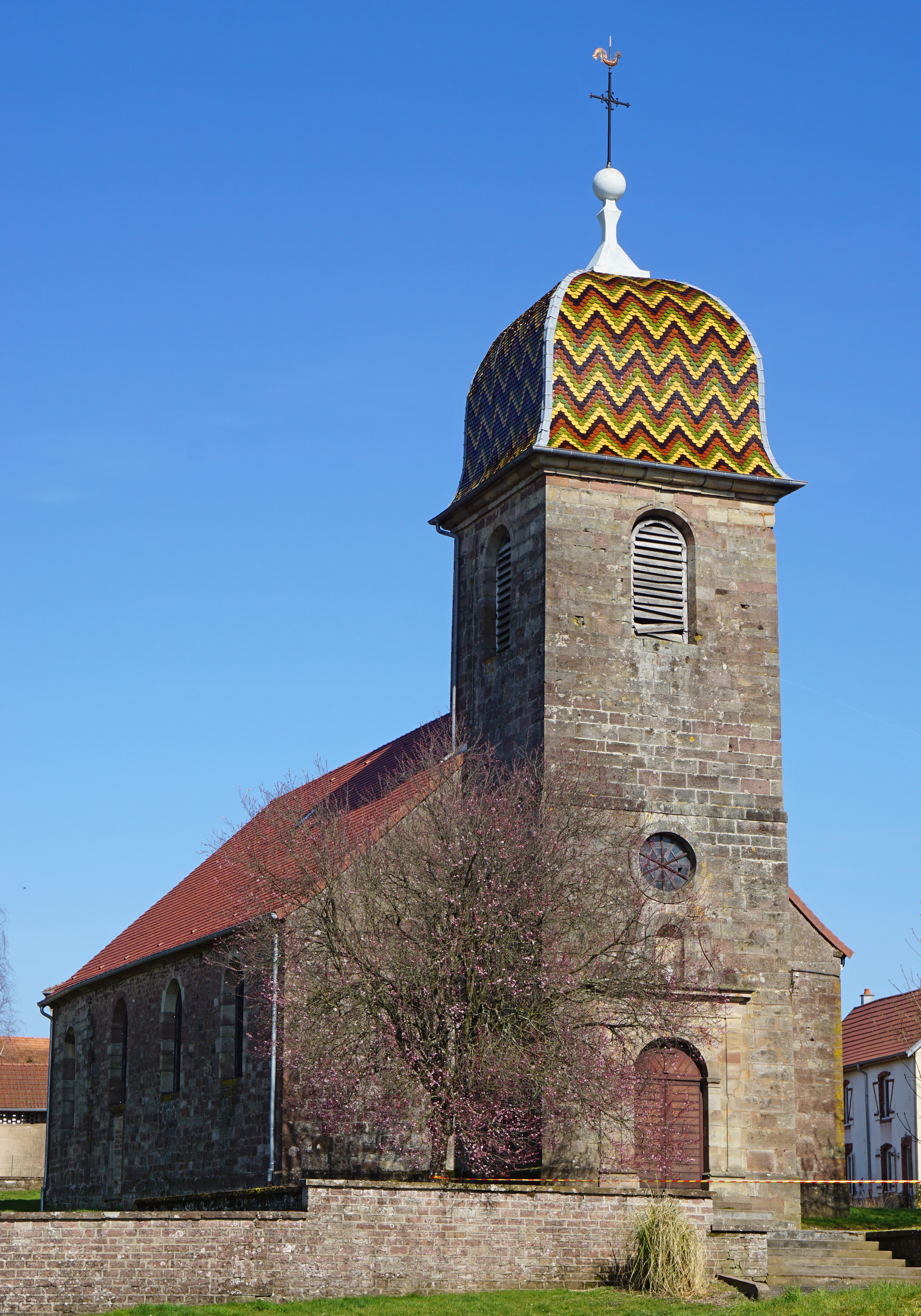
Kirche Saint-Martin

Die Kirche Saint-Martin wurde im 16. und im 18. Jahrhundert neu erbaut und 1820 um zwei Seitenschiffe vergrößert. Als ältester Teil ist der Chorraum aus dem 16. Jahrhundert erhalten. Sie dient als Pfarrkirche für Lyoffans und drei umliegende Gemeinden. Zur Ausstattung gehören drei Flachreliefs (17. Jahrhundert) sowie Mobiliar aus dem 17. und 18. Jahrhundert. 
Zu den weiteren Sehenswürdigkeiten zählen fünf Brunnen und fünf Lavoirs.

## Wirtschaft und Infrastruktur
Lyoffans war bis weit ins 20. Jahrhundert hinein ein vorwiegend durch die Landwirtschaft (Ackerbau, Obstbau und Viehzucht), die Forstwirtschaft und die Fischzucht geprägtes Dorf. Heute gibt es einige Betriebe des lokalen Kleingewerbes. In den letzten Jahrzehnten hat sich das Dorf zu einer Wohngemeinde gewandelt. Viele Erwerbstätige sind deshalb Wegpendler, die in den größeren Ortschaften der Umgebung und in der Agglomeration Belfort-Montbéliard ihrer Arbeit nachgehen.
Die Ortschaft ist verkehrstechnisch gut erschlossen. Sie liegt nahe der Departementsstraße D438, die von Lure nach Montbéliard führt und in diesem Bereich zur vierspurigen Schnellstraße ausgebaut ist. Weitere Straßenverbindungen bestehen mit Ronchamp, Villersexel, Frotey-lès-Lure, Palante und Magny-Jobert.